# Omdurman
Omdurman (arapski: Umm Durmān أم درمان) je najveći grad u Sudanu, grad leži na desnoj obali Nila, nasuprot glavnog grada, Kartuma. Omdurman ima 2.395.159 (2008) i trgovačko je središte zemlje. 
Zajedno s Kartumom i Bahrijem (Sjeverni Kartum) tvori jedan megalopilis od 8.363.915 stanovnika, po tome je to četvrti je grad Afrike po veličini, u kojem su koncentrirani svi najznačajni objekti industrije, uprave i školstva u Sudanu.

## Povijest
Omdurman je nastao u sjeni Kartuma kojeg je osnovao 1821. godine, valija Egipta Ibrahim paša kao vojnu utvrdu, na ušću Plavog i Bijelog Nila. Dok je Kartum bio grad uprave i relativno solidnih zgrada, Omdurman je bio sirotinjski izgrađeno selo za domoroce, zapravo sirotinjsko predgrađe Kartuma.
Kad je Muhamed Ahmed - Mahdi zauzeo Kartum 1884., on je proglasio Omdurman glavnim gradom svoje države, iako je on bio po strukturi još pravo selo. To je napravio zato što nije htio ništa od kolonizatora Sudana. 
Nakon Bitke kod Omdurmana 1898. (koja se zapravo zbila kod obližnjeg sela Kereri), u kojoj je britanska vojska pod komandom generala Herberta Kitchenera 1898. pobijedila mahdiste,  Omdurman, više nije bio glavni grad. Kitchener je obnovio Kartum, koji je ponovno postao glavni grad Sudana od 1899. Za britanske uprave nad Sudanom 1899. – 1956 Omdurman je bio periferijsko naselje u sjeni Kartuma, pravu deografsku eksploziju doživio je nakon stjecanja nezavisnosti, kad su se u njega slile rijeke osiromašenih seljaka iz cijelog Sudana.
Omdurman je bio poprište krvave bitke 10. svibnja 2008. kad su gerilci darfurskog Pokreta za pravdu i jednakost napali vladine zgrade, borbe su trajele do 12. svibnja.

## Stanovništvo
| Godina        | Stanovništvo |
| ------------- | ------------ |
| 1909. (Popis) | 42.779       |
| 1941.         | 116.196      |
| 1956.         | 113.600      |
| 1973.         | 299.399      |
| 1983.         | 526.284      |
| 1993.         | 1.271.403    |
| 2008.         | 2.395.159    |

## Znamenitosti Omdurmana
Najveća znamenitost Omdurmana su tradicionalni arapski Sukovi (tržice na otvorenom) kojih ima puno, a najveći su; Suk Omdurman, Suk Libija i Suk Aldžilod.
Pitoreskna je tržnica riba Almorada uz obale Nila, gdje ribari prodaju tek uhvaćenu ribu.
Nešto izvan Omdurmana je tržnica deva, na kojem najbolje cijene postižu bijele ili jako svijetle deve.
Jedna od najvećih znamenitosti grada uz obnovljenu grobnicu Muhameda Ahmeda - Mahdija je grobnica Šeika Hamada El Nila, propagatora islama, koji je živio za vrijeme Kraljevstva Fundž (1505-1820). Grobnica se nalazi na zapadu Omdurmana uz džamiju posvećenu njemu. 
Današnji Omdurman je prije svega industrijski grad u kojem rade brojne sudanske tvornice.

## Šport
Tri najbolja nogometna kluba su iz Omdurmana; Al-Hilal, Al-Mereik i Al-Murad su najbolji u Sudanu. Zbog tog Omdurman ima status nogometnog centra, i čak 5 stadiona.